# Больбитиевые
Больбитиевые (лат. Bolbitiaceae) — семейство грибов, входящее в порядок Агариковые (Agaricales) класса Агарикомицеты (Agaricomycetes).

## Описание
- Плодовые тела у большинства представителей семейства агарикоидные, реже секотиоидные или гастероидные, обычно мелкие, окрашенные в жёлто-бурые тона, у некоторых видов синеющие при прикосновении. Ножка центральная, иногда с кольцом или его остатками. Гименофор обычно пластинчатый, жёлто-коричневого или красно-коричневого цвета. Цистиды имеются на краях пластинок (хейлоцистиды), иногда на их поверхностях (плевроцистиды).
- Базидии с 1—4 спорами, обычно короткие. Споры от охристого до ржаво-коричневого цвета, неамилоидные, обычно гладкие, с заметной порой прорастания.
- Представители семейства — сапротрофы, произрастающие на гниющих опавших листьях и остатках травянистых растений, также встречаются почве и на навозе.
- Некоторые виды ядовиты (содержат аматоксины и фаллотоксины) или психоактивны (содержат псилоцибин).

Анаморфы известны у некоторых видов, гифомицетовые.

## Таксономия

### Синонимы
- Conocybaceae Locq., 1972, nom. inval.
- Galeropsidaceae Singer, 1962

### Роды
- Agrogaster D.A.Reid, 1986
- Bolbitius Fr., 1838 — Больбитий
- Conocybe Fayod, 1889 — Коноцибе
- Galeropsis Velen., 1930 — Галеропсис
- Gymnoglossum Massee, 1891
- Pholiotina Fayod, 1889 — Фолиотина
- Ptychella Roze & Boud., 1879
- Tubariella E.Horak & Hauskn., 2002
- Tubariopsis R.Heim, 1931
- Tympanella E.Horak, 1971
- Wielandomyces Raithelh., 1988